# Black Kiss
Black Kiss est une bande dessinée érotique hardboiled de l'Américain Howard Chaykin publiée en douze comic books datés de juin 1988 à juillet 1989 par Vortex Comics, qui les a ensuite recueillis en trois longs comic books en 1989 (Big Black Kiss) puis un album (Thick Black Kiss) en 1993. La traduction française a été publiée par Delcourt en 2010 dans sa collection « Erotix ».
Ce comics très controversé pour sa violence et sa crudité sexuelle lors de sa publication raconte la recherche par Dagmar Laine, prostituée trans de Los Angeles, d'une bobine tirée de la collection de films pornographiques du Vatican montrant que son amante Beverly Grove, une ancienne star de Hollywood, est en fait un vampire.